# Dick Berk
Richard Alan Berk (San Francisco (California), 22 de mayo de 1939 – Portland, 8 de febrero de 2014) fue un baterista y líder de grupo jazz estadounidense.

## Carrera
Berk estudió en la Berklee College of Music y tocó en la zona de Boston durante la década de los 60. En 1962 se trasladó a Nueva York y tocó con músicos de la talla de Ted Curson y Bill Barron en un quinteto desde 1962 hasta 1964. Seguidamente tocó con Charles Mingus, Mose Allison, Freddie Hubbard y Walter Bishop, Jr. entre otros. Posteriormente se trasladó a Los Ángeles a finales de los 60, donde tocó junto a Milt Jackson, George Duke, Cal Tjader, Jean-Luc Ponty y Blue Mitchell. Fundó la Jazz Adoption Agency en los 80, una banda que continuó hasta más allá del 2000. Por el grupo pasaron nombre como Andy Martin, Mike Fahn, Nick Brignola, Jon Nagorney, Keith Saunders, Tad Weed y John Patitucci.
Berk murió en 2014 a la edad de 74 años.

## Discografía

### Como líder
- Rare One (Discovery, 1983)
- Big Jake (Discovery, 1984)
- More Birds Less Feathers (Discovery, 1986)
- Music of Rodgers & Hart (Trend, 1988)
- Let's Cool One (Reservoir, 1991)
- Bouncin' With Berk (Nine Winds, 1991)
- East Coast Stroll (Reservoir, 1993)
- One by One (Reservoir, 1995)

### Como músico de banda
Con Walter Bishop, Jr.
- Bish Bash (Xanadu, 1964 [1975])

Con Ted Curson
- Tears for Dolphy, (Fontana, 1964)
- Flip Top (Freedom, 1964 [1977])
- The New Thing & the Blue Thing (Atlantic, 1965)

Con Don Friedman
- Flashback (Riverside, 1963)
- Dreams and Explorations (Riverside, 1964)

Con Milt Jackson
- That's the Way It Is (Impulse!, 1969)
- Just the Way It Had to Be (Impulse!, 1969)

Con Jean Luc Ponty-George Duke
- The Jean Ponty Experience with the George Duke Trio (EMI, 1969)

Con Blue Mitchell
- Stablemates (Candid, 1977)

Con Cal Tjader
- Live at The Funky Quarters (Fantasy, 1972)
- Puttin It Together (Fantasy, 1973)